# Fatima Robin's
Fatima Robin's, nome d'arte di Fatima Anna Ben Embarek (in arabo: فاطمة بن مبارك; Dresda, 6 maggio 1930 – Saint-Louis, 9 maggio 2016), è stata una cantante e circense tedesca di origini marocchine, attiva particolarmente negli anni quaranta e cinquanta; fu la moglie di Fred Buscaglione dal 1953 fino alla morte di quest'ultimo nel 1960.

## Biografia
Nata in Germania da genitori marocchini, iniziò la sua carriera di artista come contorsionista e acrobata nel Trio Robin's, gruppo circense familiare di cui facevano parte anche la sorella Aisha e il padre Mohamed, ex colonnello dell'esercito francese. Il trio si esibiva nei maggiori circhi internazionali.
Conobbe Buscaglione il 20 marzo 1949 a Lugano, dove il cantante era impegnato in un ingaggio al night-club Cécile. Dopo una breve e frammentata frequentazione, con Buscaglione in tournée per l'Europa e lei impegnata con le esibizioni circensi del Trio Robin's, i due decisero di andare a convivere per poi sposarsi il 3 gennaio 1954, giorno di apertura delle trasmissioni regolari della Rai. Come residenza scelsero la casa dei genitori di Buscaglione, a Torino, in una portineria di piazza Cavour.
Fatima e Fred, oltre che nella vita, fecero coppia anche sul palcoscenico dei dancing in cui gli Asternovas, il complesso jazz/Dixieland di Buscaglione, si esibivano: in particolare Fatima Robin's si fece apprezzare, al di là dell'indubbia avvenenza e delle doti artistiche di acrobata e contorsionista, anche per le sue particolari qualità canore, che le consentivano di eseguire i maggiori standard della musica internazionale che nell'immediato secondo dopoguerra giungevano dagli Stati Uniti e dal Sudamerica.
Tuttavia dopo pochi anni di matrimonio i due si separarono, proseguendo anche sul piano artistico ognuno per la propria strada. Ritiratasi dalle scene, è vissuta nella città di Saint-Louis (in Francia), non lontano da Basilea, dove è deceduta.

## Discografia

### EP
- 1957 - Whisky facile/Troviamoci domani a Portofino/Rock Right/5-10-15 Hours - Cetra, EP 0592
- 1957 - Armen's Theme/Bonsoir, jolie madame/La cambiale/Too Marvelous for Words - Cetra, EP 0593
- 1958 - I Love You Forestiera (tre volte baciami)/Love in Portofino/Sogno d'estate/Non partir - Cetra, EP 0639
- 1960 - Jazz In Italy n.4 - Cetra, EP D39
- 1964 - Witchcraft/My special angel/Bon Voyage/Non maledir l'amore - Fox, EPF 121; pubblicato come Fatima Robbins

### 78 giri
- 1958 - Come prima/Giorgio (del Lago Maggiore) (Cetra, SP 41; lato B; lato A cantato da Fred Buscaglione)

### 45 giri
- 1957 - Whisky facile/Rock right (Cetra, SP 40; lato B; lato A cantato da Fred Buscaglione)
- 1957 - Troviamoci domani a Portofino/5-10-15 hours (Cetra, SP 41; lato B; lato A cantato da Fred Buscaglione)
- 1957 - Armen's theme/Too marvellous for words (Cetra, SP 42; lato B; lato A cantato da Fred Buscaglione)
- 1958 - Eri piccola così/Vocca Rossa (Cetra, SP 141; lato B; lato A cantato da Fred Buscaglione)
- 1958 - I love you forestiera (Tre volte baciami)/Sogno d'estate (Cetra, SP 196; lato A; lato B cantato da Fred Buscaglione)
- 1958 - I love you forestiera (Tre volte baciami)/La trifola (Cetra, SP 196; lato A; lato B cantato da Fred Buscaglione)
- 1959 - Ain't Misbehavin/My Funny Valentine (Excelsius, EXS 0214)
- 1959 - Lady Is A Tramp/A Foggy Night In San Francisco (Excelsius, EXS 0215)
- 1959 - Ya Ya/La strada dell'amore (Excelsius, EXS 0222)
- 1959 - Nun è peccato/Can't Get Out of This Mood (Excelsius, EXS 0223)